# The World's Most Hardest MC Project
Albums de Styles P.
Master of Ceremonies
(2011) Float
(2013)
Singles
1. I Know
Sortie : 11 octobre 2012
2. Araab Styles
Sortie : 11 novembre 2012

The World's Most Hardest MC Project est le cinquième album studio de Styles P., sorti le 20 novembre 2012.
L'album s'est classé 29e au Top R&B/Hip-Hop Albums et 35e au Top Independent Albums.

## Liste des titres
| No  | Titre                                                                   | Contient un (des) sample(s) de                   | Durée |
| --- | ----------------------------------------------------------------------- | ------------------------------------------------ | ----- |
| 1.  | Intro                                                                   |                                                  | 0:47  |
| 2.  | Araab Styles (Produit par AraabMuzik)                                   |                                                  | 3:00  |
| 3.  | I Know (Produit par Jahlil Beats)                                       |                                                  | 3:19  |
| 4.  | Like That (Produit par Buda Da Future et GrandzMuzik)                   |                                                  | 3:18  |
| 5.  | Empire State High (featuring Sheek Louch – Produit par Supastylez)      |                                                  | 2:48  |
| 6.  | Pop Out (Produit par Vinny Idol)                                        | NBC Sunday Night Football Theme de John Williams | 2:15  |
| 7.  | Hoody Season (Produit par Black Saun)                                   |                                                  | 2:31  |
| 8.  | Monopolizing (featuring Bucky et Large Amount – Produit par Vinny Idol) |                                                  | 3:26  |
| 9.  | Shooter (featuring Snyp et A.P. – Produit par Supastylez)               |                                                  | 3:45  |
| 10. | Murda Mommy (Produit par Raphael RJ2)                                   |                                                  | 3:37  |
| 11. | Outro                                                                   |                                                  | 0:42  |